# Александра Димитријевић
Александра Димитријевић (Београд, 3. октобар 1986) је италијанско - српска шахисткиња са звањем велемајсторице.

## Каријера
Александра Димитријевић је стекла титулу велемајстора 2014. године. Звање ФИДЕ међународног шаховског судије стекла је 2017. године.
Димитријевић је представљала Србију до 2010. године. Од 2020. до 2018. представљала је Босну и Херцеговину. Од 2018. до 2023. поново Србију, а од 11. априла 2023. представља Италију.
Играла је на 4 шаховске олимпијаде, два пута на првој табли и два пута на другој табли. Освојила је неколико медаља на јуниорским европским првенствима.